# Habenaria viridiflora
Habenaria viridiflora là một loài thực vật có hoa trong họ Lan. Loài này được (Rottler ex Sw.) Lindl. mô tả khoa học đầu tiên năm 1835.